# Province de Kai
Pour les articles homonymes, voir Kai.
La province de Kai (甲斐国 ; Kai no kuni) est une ancienne province du Japon qui correspond à l'actuelle préfecture de Yamanashi. Elle se situe dans le centre de Honshū, à l'ouest de Tokyo, dans une région montagneuse sans littoral qui inclut le mont Fuji le long de sa frontière avec la préfecture de Shizuoka. La province a également porté le nom de « Kōshū » (甲州). Divisée en deux parties (Kuninaka à l'ouest et Gunnai à l'est), elle est réputée pour ses tissus et ses chevaux noirs (kurokoma).
Selon les légendes, c'est dans cette province que serait entré, au IIe siècle, Yamato-Takeru no Mikoto, venant de l'est.
La province est le fief traditionnel du clan Takeda depuis la fin de l'ère Heian, et durant la période Sengoku, le daimyō Shingen Takeda la dirigeait depuis sa forteresse de Kōfu. Parmi les clans présents dans cette province, on trouve aussi le clan Anayama.
Elle passa sous le contrôle des Tokugawa en 1582 après l'anéantissement des Takeda, peu après la bataille de Nagashino et le seppuku de Takeda Katsuyori.
Elle fut renommée « Kōfu-ken » en 1869 avant de prendre son nom actuel en 1871.
La province abritait des mines d'or, très peu nombreuses au Japon.